# Cladopus doianus
Cladopus doianus là một loài thực vật có hoa trong họ Podostemaceae. Loài này được (Koidz.) Kôriba mô tả khoa học đầu tiên năm 1928.